# Kirtlington
Kirtlington est un village et une paroisse civile de l'Oxfordshire, en Angleterre. Il est situé à une dizaine de kilomètres à l'ouest de la ville de Bicester. Administrativement, il relève du district de Cherwell. Au moment du recensement de 2011, il comptait 988 habitants.
Le village abrite un monument classé de Grade I : Kirtlington Park, un manoir palladien du XVIIIe siècle.